# 古羅馬鑲嵌畫

赫庫蘭尼姆的尼普頓及安菲特里忒之家的古羅馬牆壁鑲嵌畫，義大利，公元1世紀

古羅馬鑲嵌畫是古羅馬時期製作的鑲嵌畫，羅馬共和國到後來的羅馬帝國皆有創作鑲嵌畫。鑲嵌畫被用於裝飾各種私人和公共建築的地板和牆面，牆面裝飾的部分有更加便宜的壁畫與之競爭。古羅馬鑲嵌畫深受早期以及同時代的希腊化希腊鑲嵌畫的影響，內容通常包括歷史和神話的著名人物，如《亞歷山大鑲嵌畫》中的亞歷山大大帝。
現存的牆壁鑲嵌畫的大多來自龐貝和赫庫蘭尼姆等義大利遺址，其他地方更有可能倖存下來的是地板鑲嵌畫，許多地板鑲嵌畫來自羅馬帝國的邊疆。突尼斯的巴爾杜國家博物館擁有大量來自國內大型古羅馬别墅的藏品。

## 發展

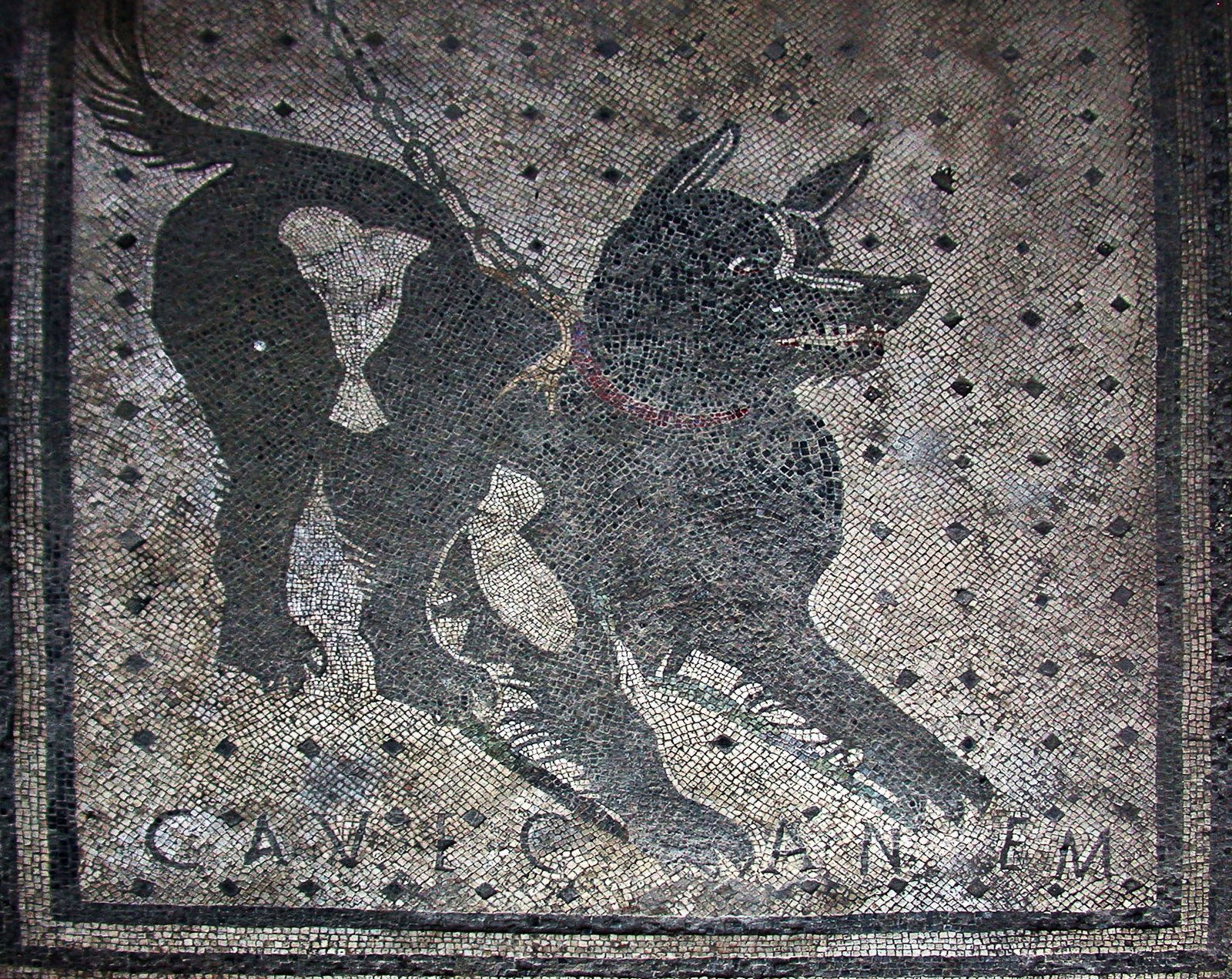
羅馬鑲嵌畫刻有拉丁語「cave canem」 （當心惡犬），出自義大利龐貝的悲劇詩人之家，公元前2世纪

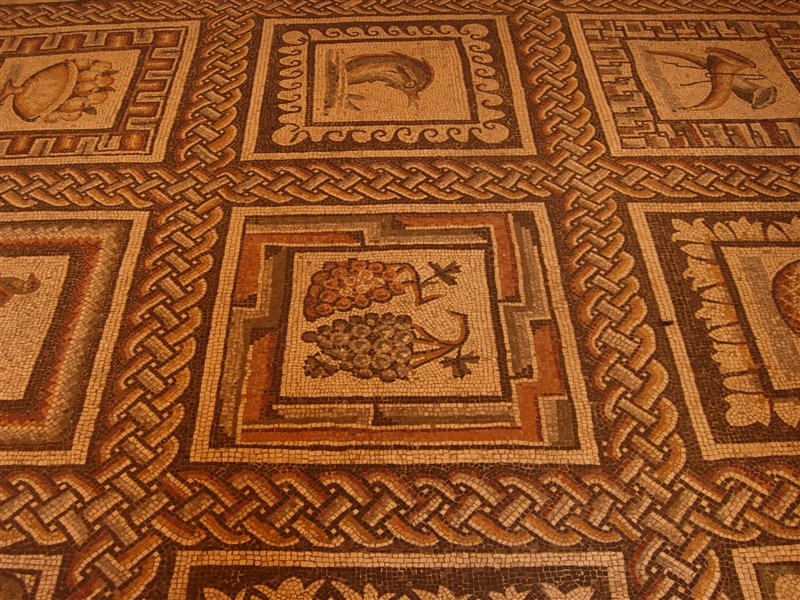
主賓禮儀（Xenia）主題的鑲嵌畫，公元4世紀，梵蒂岡博物館的庇護-克萊門蒂諾館

最早的古希臘羅馬地板鑲嵌畫實例也許是來自希臘提洛島的《提洛島鑲嵌畫》，可追溯至公元前2世紀，即共和時代後期。派翠西亞·威茨（Patricia Witts）主張，歐洲從公元前五世紀末到公元前四世紀初就開始使用鑲嵌細石（Tessera）來鋪設地面。露絲·韋斯特蓋特（Ruth Westgate）則反駁了這一觀點，由於公元前二世紀至公元前一世紀初的提洛島鑲嵌畫大約就佔了已知實例的一半，她據此認為希臘化時期最早的細石鑲嵌畫應追溯到公元前三世紀。赫蒂·喬伊斯（Hetty Joyce）和凱瑟琳·鄧巴賓（Katherine Dunbabin）同意這一評估，他們主張從卵石鑲嵌畫到更複雜的細石鑲嵌畫的過渡起源於公元前3世紀的希臘化西西里島，發展自默干提納（Morgantina）和敘拉古等地。已知最早的卵石鑲嵌畫和碎石封層（Chipseal）的使用是在希臘哈爾基季基半島的奧林索斯（Olynthus）發現的，時間為公元前5至公元前4世紀，而其他例子可以在馬其頓首都佩拉找到，時間為公元前4世紀。
龐貝城中最早的鑲嵌畫可追溯到公元前2世紀末和公元前1世紀初，當時是壁畫屬於龐貝第一風格的時期，這些鑲嵌畫顯然源自希臘化希臘的模式。然而平均而言，龐貝鑲嵌畫包含了更多的人物場景，更少的抽象設計，未使用鉛條，以及幾乎完全沒有多色裝飾且有立體感的複雜場景，直到公元前80年-公元前20年出現龐貝第二風格的壁畫才有所改變。
古羅馬西西里行省的卡薩爾別墅（約公元300年）的鑲嵌畫也許可體現帝國晚期鑲嵌畫藝術的特徵。當地宮殿建築群的鑲嵌畫裝飾在長廊中達到極致，長廊包含了一個佔地300平方公尺的動物狩獵和戰鬥場景。

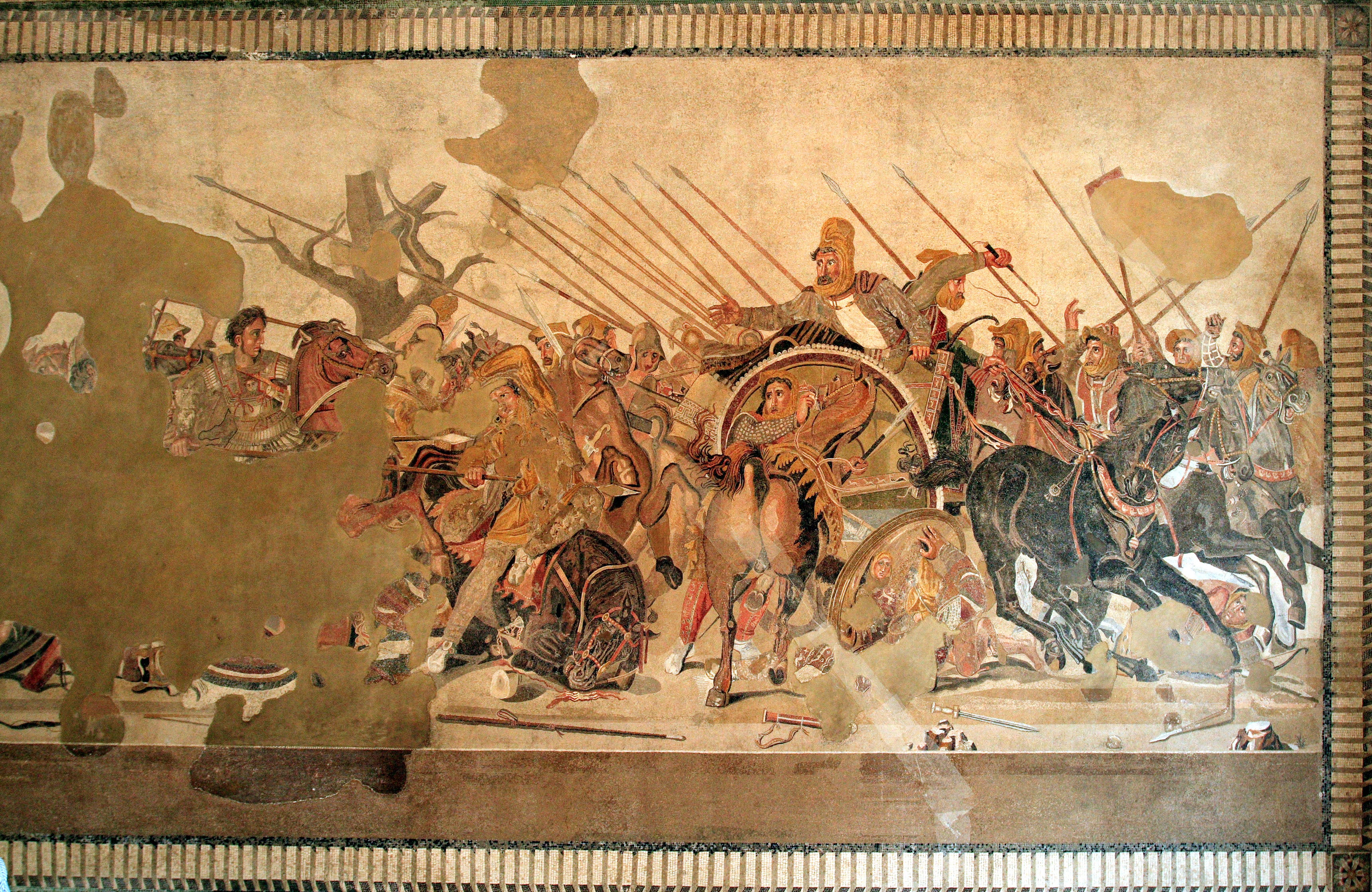
龐貝城的《亞歷山大鑲嵌畫》，約公元前100年

## 技法

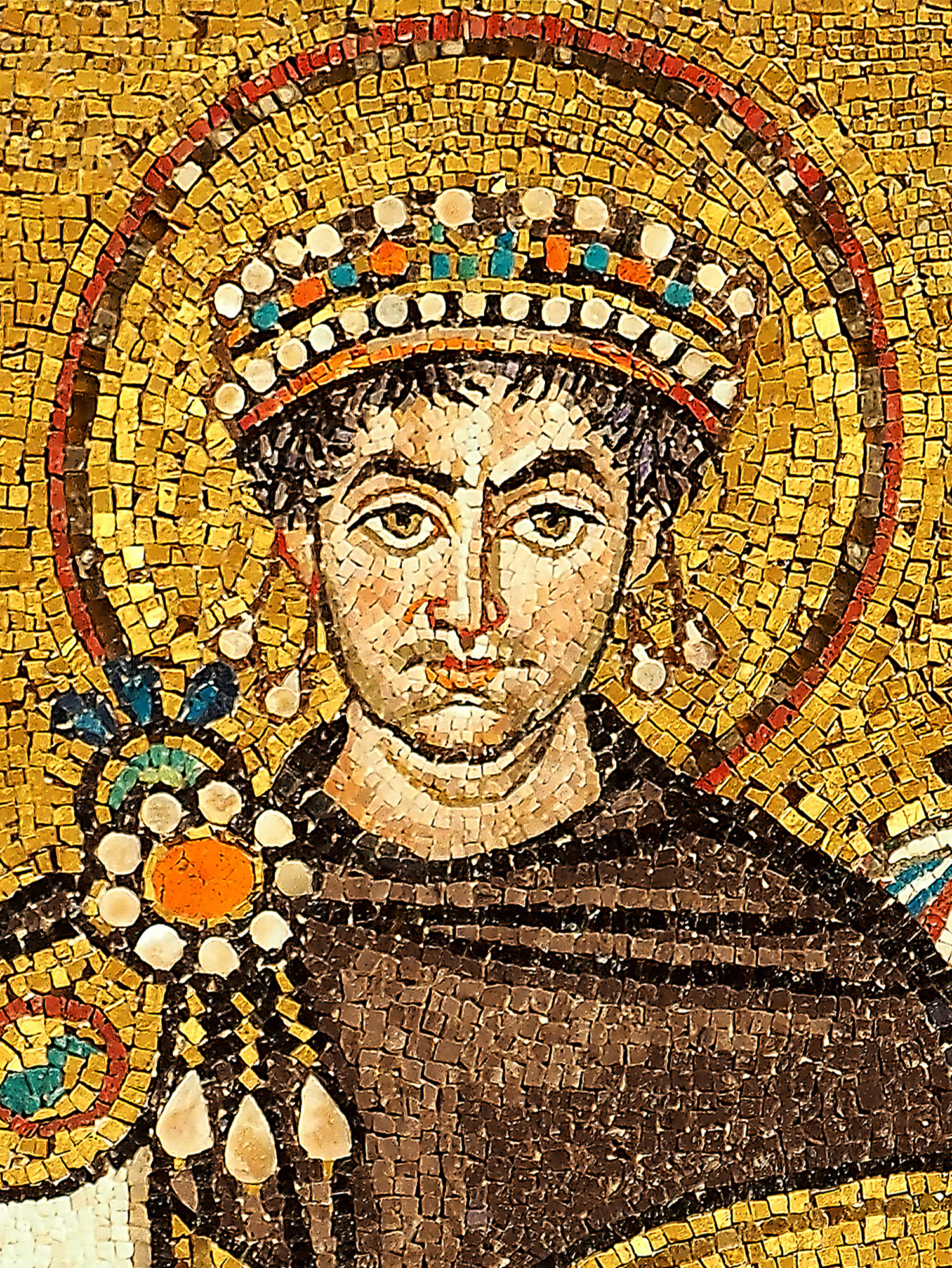
東羅馬帝國皇帝查士丁尼一世的鑲嵌畫，公元六世纪

古羅馬鑲嵌畫由稱為鑲嵌細石（tesserae）的幾何形狀石塊構成，放在一起後形成人物、圖案元素（motif）和排列圖案（pattern）。 鑲嵌細石的材料來自當地的天然石材，加上裁切過的磚塊、瓷磚和陶器，這些材料創造了以藍、黑、紅、白和黃為主的色調。彩色的排列圖案是最為常見，但也有已知的單色實例。大理石、玻璃 、小顆的卵石以及黃金等貴金屬偶爾會作為鑲嵌物使用。
鑲嵌畫不僅限於裝飾地板，還用於裝飾牆壁和拱頂。在一些鑲嵌畫下方發現了指引的痕跡，這些痕跡不是刻在砂漿層上面，就是畫在砂漿層上面。 這個設計也可以用繩子固定住，或者裝在木框中。
古代建築物倒塌所帶來的影響似乎互相矛盾，有可能不可逆地毀損鑲嵌畫，也可能反而將其保存下來。

## 畫像

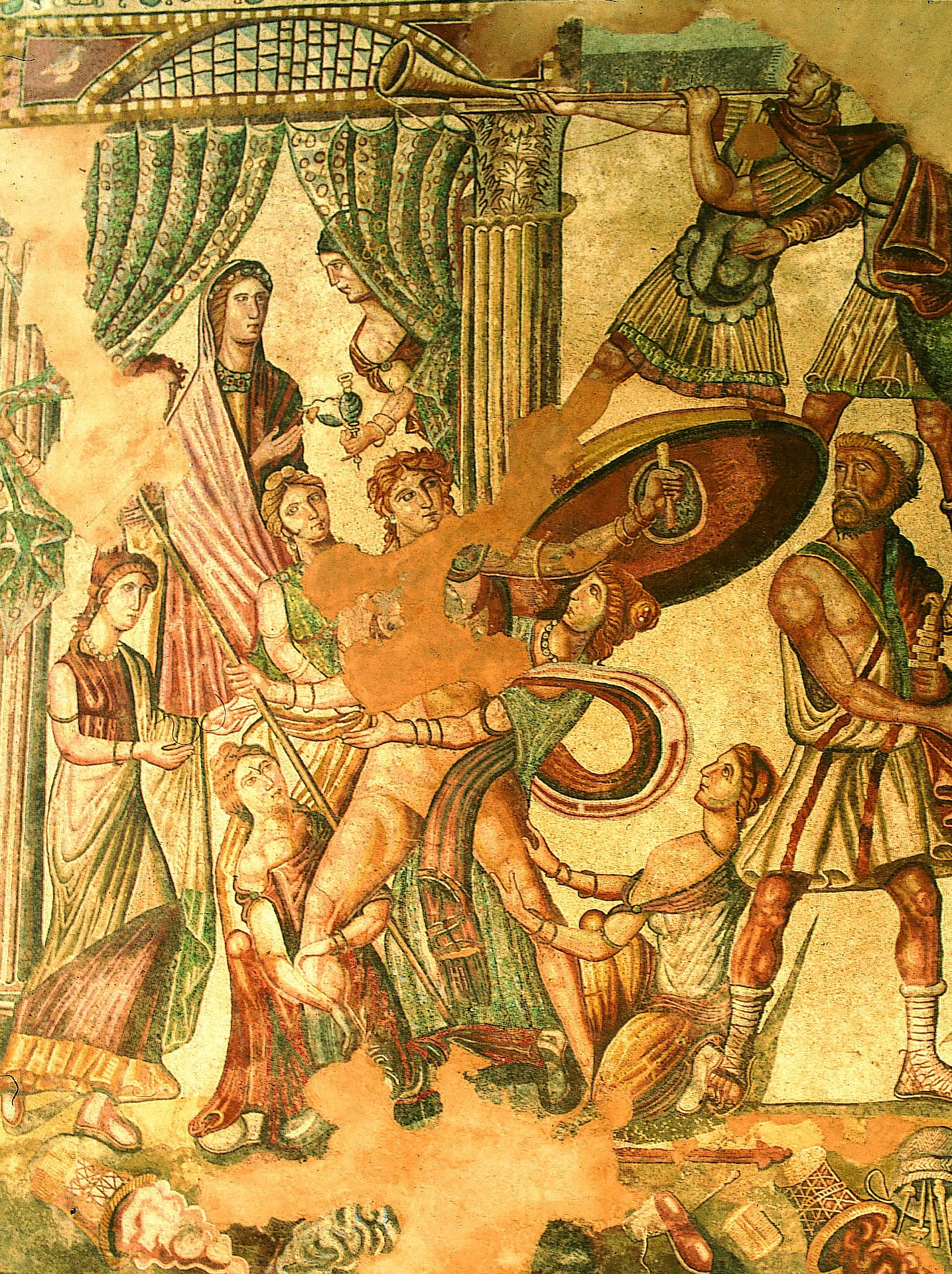
阿基里斯被司基洛島的公主們崇拜，這是《伊利亞特》中的一幕，奧德修斯（尤利西斯）發現阿基里斯打扮成一名女人，躲在司基洛島宮廷的公主們之間。 古羅馬晚期鑲嵌畫，出自公元4-5世紀的西班牙勞爾梅達

古羅馬鑲嵌畫經常描繪宗教人物、戲劇場景、神話故事、幾何迷宮式圖案和其他裝飾設計。

### 肖像
古羅馬鑲嵌畫常見知名人物或娛樂場景的畫像。例如，龐貝的農牧神之家的《亞歷山大鑲嵌畫》描繪了亞歷山大大帝與大流士三世之間的伊蘇斯戰役。除了古代名人之外，鑲嵌畫還可以描繪日常生活的方方面面。來自羅馬的《角鬥士鑲嵌畫》描繪了戰鬥場面，並為每位參與的角鬥士起了名字。大萊普提斯也有格鬥場面的鑲嵌畫。
羅馬鑲嵌肖像畫，以及普遍的羅馬肖像作品，經常描繪具有相似身體特徵或服飾的男女。這種做法在帝國時期尤為普遍，最早可追溯到公元前18年。從一系列第納里烏斯（羅馬銀幣）中就能看到這方面的證據，這些銀幣描繪的維爾圖斯女神具有可辨認的奧古斯都時代的特徵。

### 幾何鑲嵌畫
古羅馬鑲嵌畫有種常見類型是幾何鑲嵌畫，這類作品的證據分布於整個羅馬帝國。幾何鑲嵌畫通常是由迷宮式的複雜排列圖案組成。目前已知的迷宮風格的地板鑲嵌畫有57個，其中大部分是在私人住宅或澡堂發現。1977年，德國考古學家維克托·達舍夫斯基（Wiktor Daszewski）對所有57個作品進行登錄分類。學者麗貝卡·莫爾霍特（Rebecca Molholt）討論了為何如此多的已知迷宮式鑲嵌畫是在澡堂內發現的原因，迷宮式鑲嵌畫被認為具有消除厄運的力量，這反映在許多包含了神話生物或神話故事的場景的鑲嵌畫中。此外，迷宮式鑲嵌畫被認為能夠為那些成功穿過迷宮的人帶來好運。運動員在準備比賽時，很可能會在去洗澡的路上走過這些迷宮。沿著迷宮圖案行走的經驗可能會提高感官，因為參與者會敏銳地察覺到他們的腳是踏在地板上的鑲嵌畫。

### 宗教
早期基督教鑲嵌畫藝術的其中一件早期實例是來自英國多塞特郡欣頓聖瑪麗别墅的地板鑲嵌畫，屬於公元四世紀早期的作品，這幅鑲嵌畫描繪了一個凱樂符號在基督的頭後方，現藏於大英博物館。 《奧菲斯鑲嵌畫》是很常見主題，畫中經常包含許多被奧菲斯的演奏所吸引的動物；奧菲斯在早期基督教藝術中也被作為基督的象徵。戴歐尼修斯的場景也是常見的主題。
隨著古羅馬進入古典晚期，牆壁鑲嵌畫支配了大教堂中的藝術形式，金底風格也變得常見。在倖存作品所在地中，以義大利的倖存作品占比最高。

### 標誌
鑲嵌畫技法的進步發展出標誌（emblem），這是所有鑲嵌畫的「核心」。標誌一詞被用來描述以少許風俗場景或靜物為特色的小型鑲嵌畫，其特點是以特別細小的鑲嵌細石單獨製作，並安裝在主面板的中央或重要位置。

## 近期發現

### 2020年
據2020年5月的報導，在對內格拉爾的一座失落已久的別墅遺址進行了大約一個世紀的搜索後，在一座葡萄園下方發現了一塊保存完好的古羅馬地板鑲嵌畫，其歷史可追溯到公元3世紀。

### 2022年
2022年10月，在敘利亞拉斯坦的一座建築物下發現了一幅有1600年歷史的完整古羅馬鑲嵌畫，尺寸為20 x 6公尺。拉斯坦是敘利亞霍姆斯附近的一座城市，2018年以前一直由叛軍控制。這座建築物是由黎巴嫩的納布博物館買下，並捐贈給敘利亞政府，挖掘工作由敘利亞的古物和博物館總局負責。挖掘期間還不清楚該鑲嵌畫所在的建築物當初是作為公共澡堂還是別有用途。這幅鑲嵌畫展示了神話場景，包括描繪了羅馬海神尼普頓和他的40位情婦，還有海格力士殺死亞馬遜女王希波利塔。

## 著名的例子
- 龐貝城農牧神之家的《亞歷山大鑲嵌畫》
- 梵蒂岡聖伯多祿大殿的梵蒂岡古墓群（英语：Vatican Necropolis）的尤利烏斯家族墓（英语：Tomb of the Julii）
- 羅馬城外卡西利納大道（英语：Via Casilina）上的《角鬥士鑲嵌畫（英语：Gladiator Mosaic）》
- 利比亞茲利坦的《茲利坦鑲嵌畫（英语：Zliten mosaic）》
- 土耳其加濟安泰普的「吉普賽女孩（英语：Zeugma Mosaic Museum）」

## 圖庫

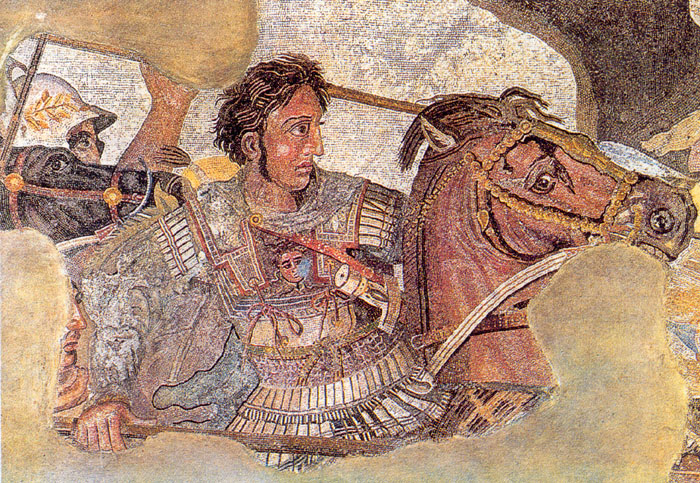
亞歷山大鑲嵌畫的細節，描繪亞歷山大大帝，約公元前100年，龐貝
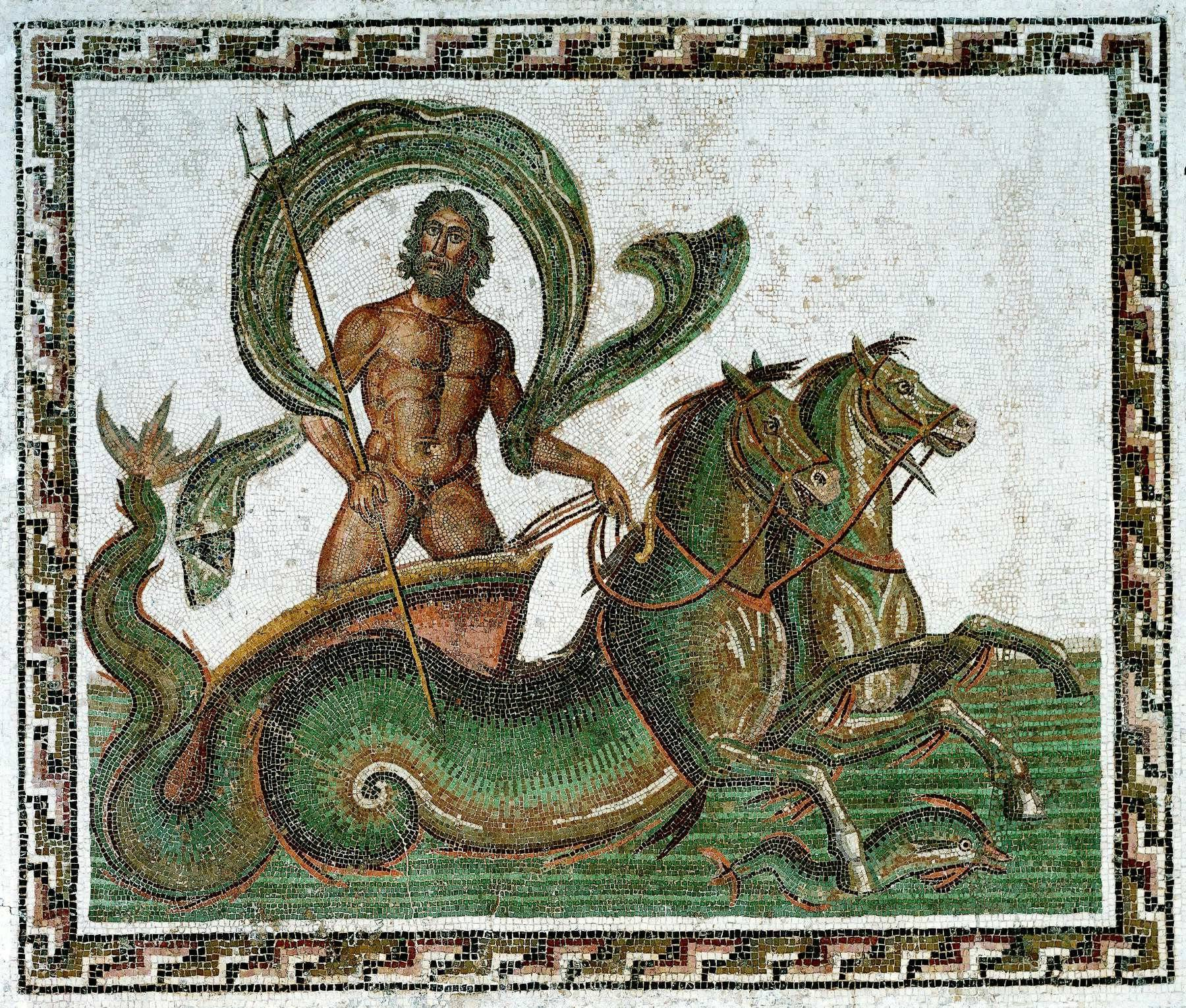
尼普頓駕駛戰車
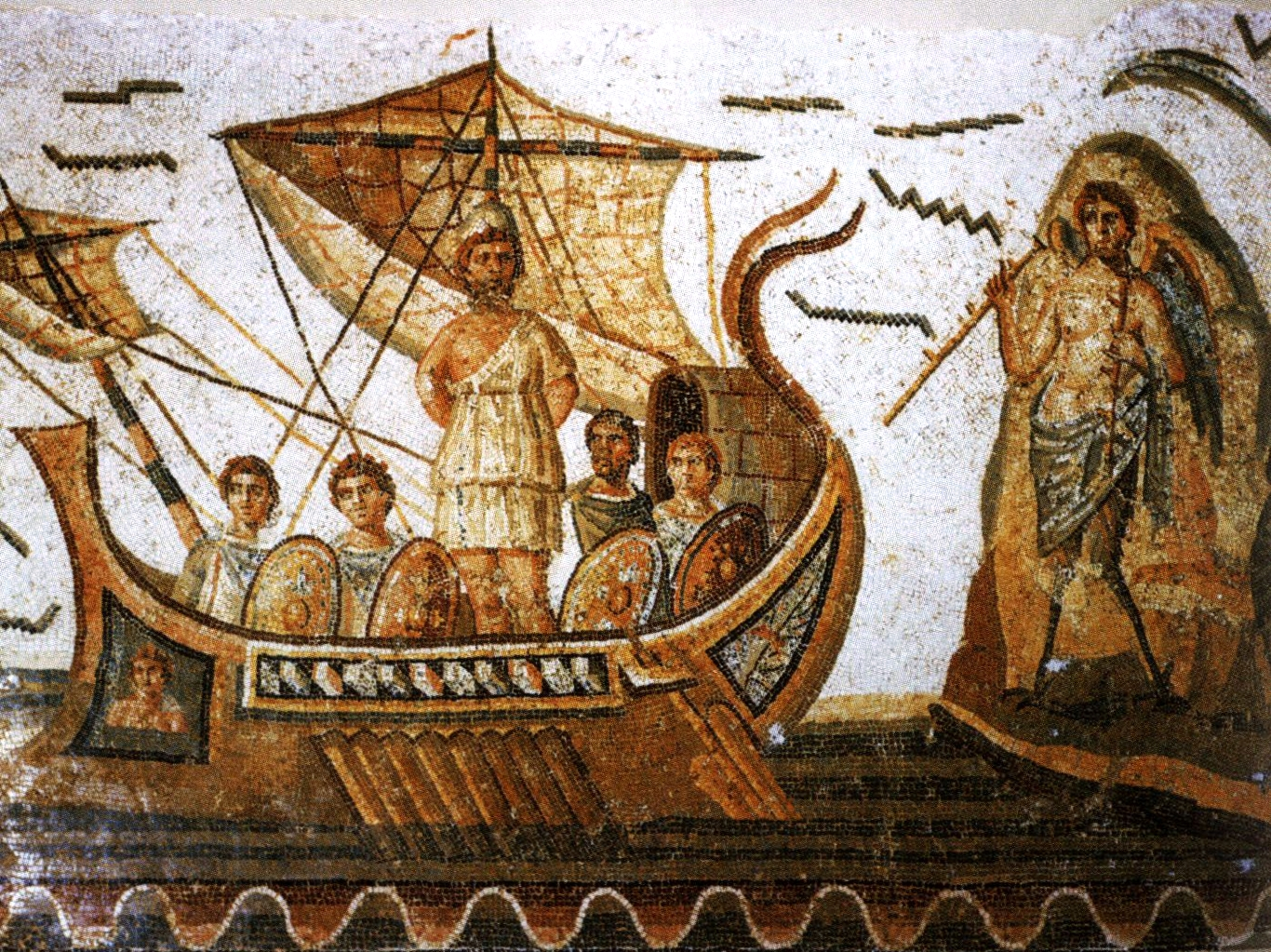
旅途中的奧德修斯
半人馬鑲嵌畫（公元2世紀），發現於義大利蒂沃利的哈德良別墅。柏林舊博物館
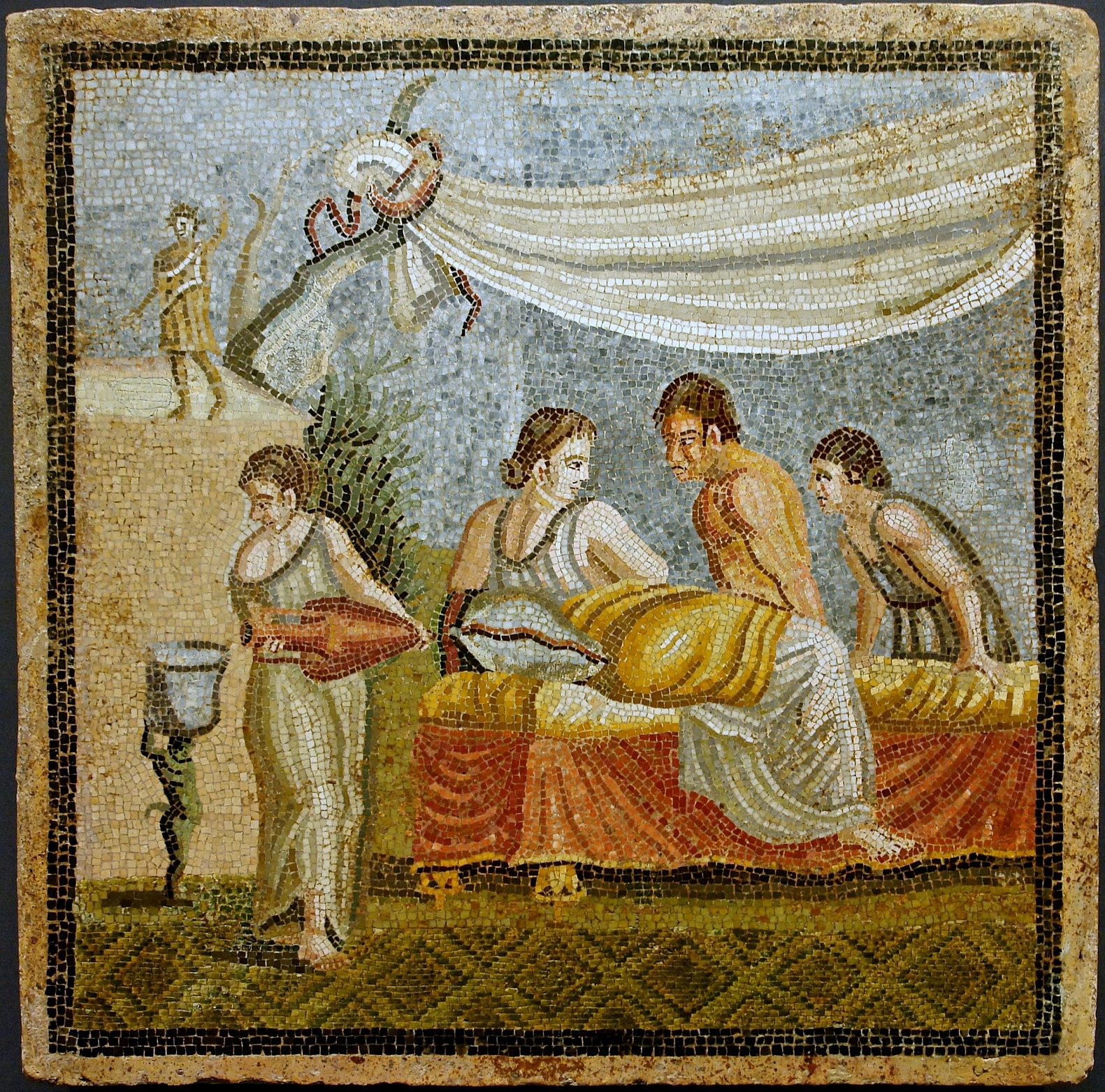
戀愛場景，公元1世紀
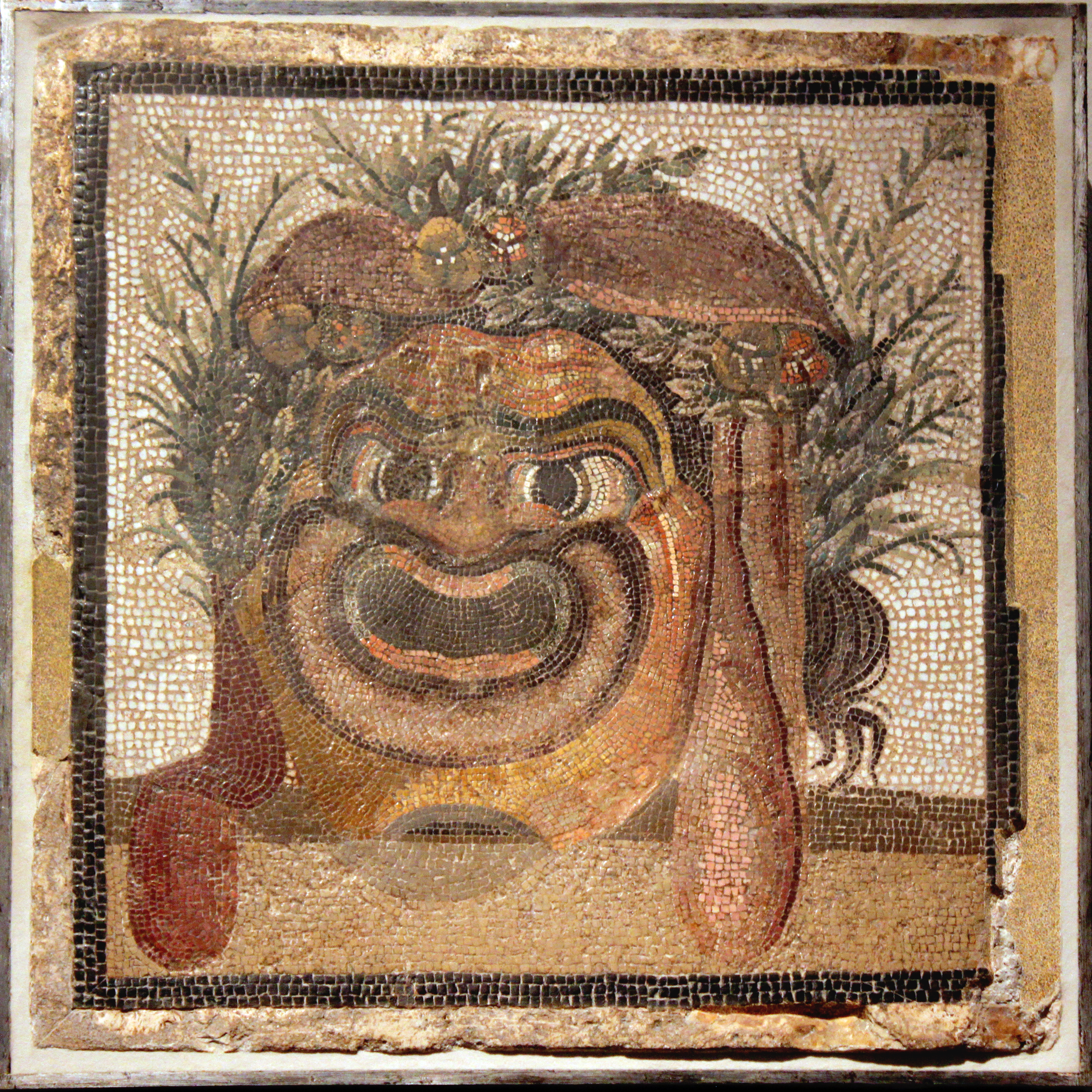
喜劇面具
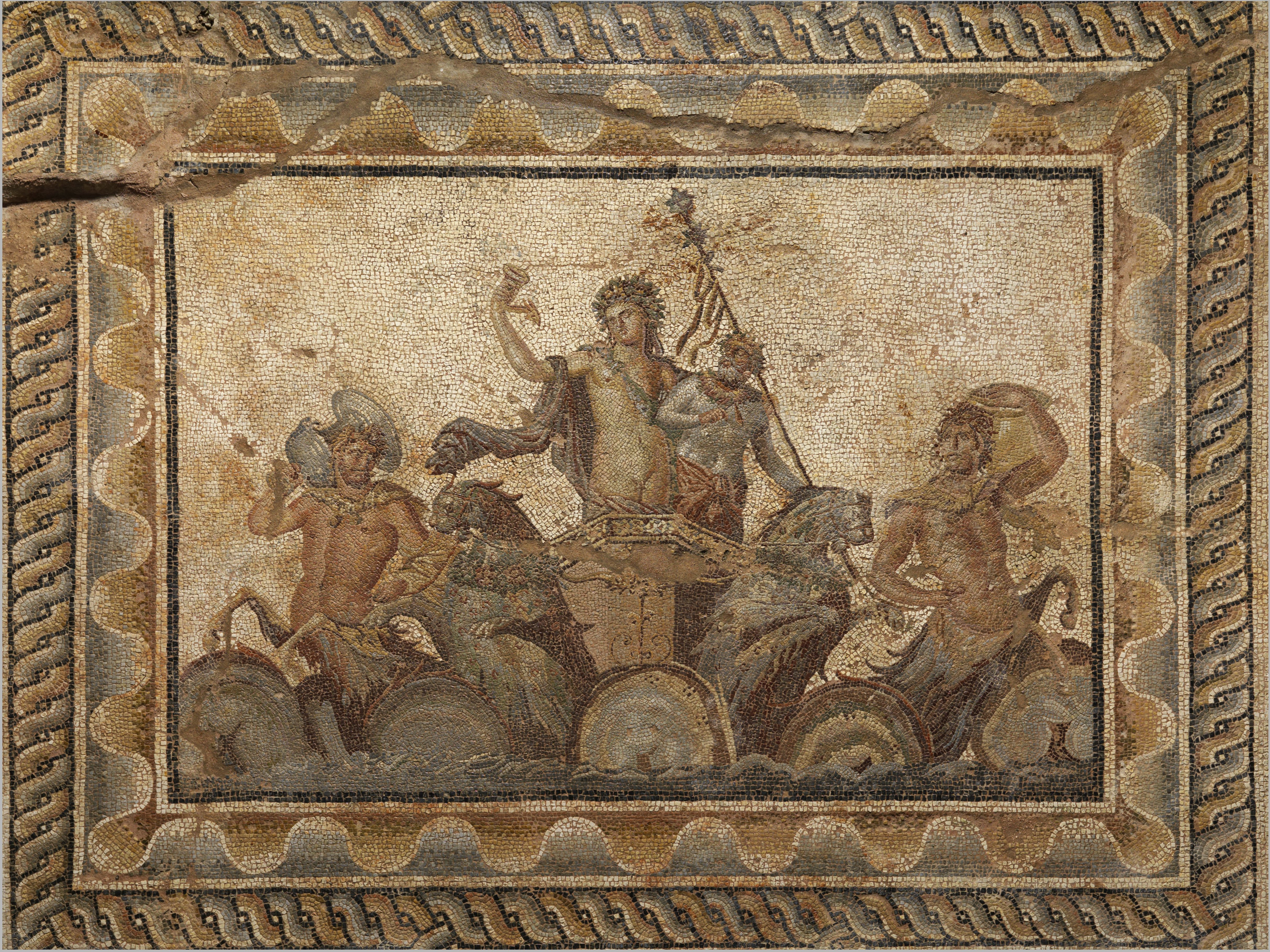
《戴歐尼修斯的顯現（英语：Dionysus mosaic, Dion）》鑲嵌畫，來自希臘迪翁（Dion）的戴歐尼修斯別墅（公元2世紀）。現藏於迪翁考古博物館。
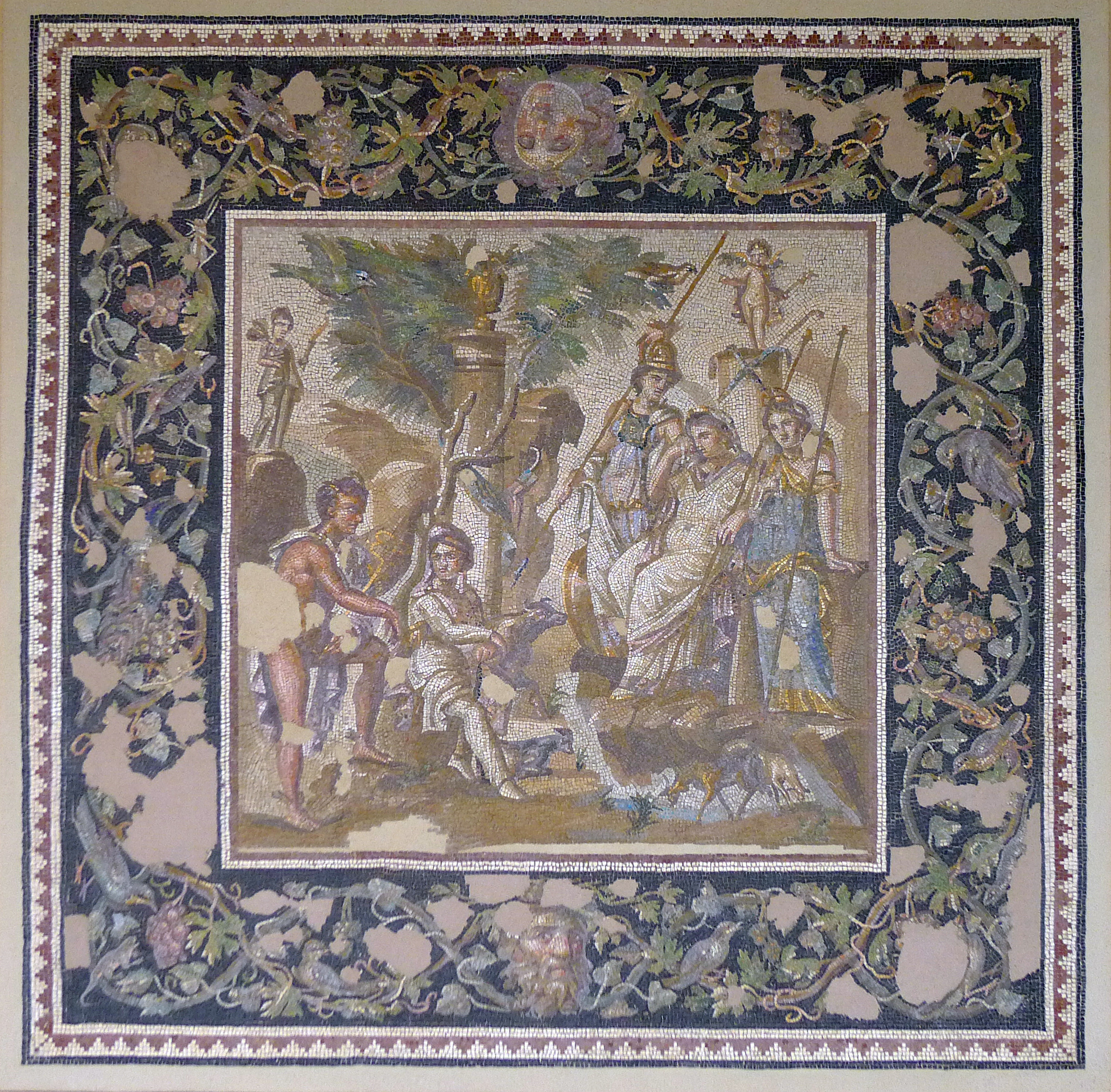
《帕里斯的評判》，以大理石、石灰石和玻璃作為鑲嵌細石的古羅馬鑲嵌畫，公元115–150年； 來自奧龍特斯河畔安條克的中庭式建築（Atrium House）的臥躺餐廳
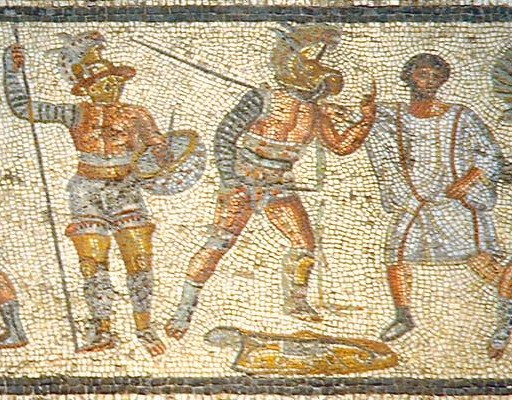
《茲利坦鑲嵌畫（英语：Zliten mosaic）》，繪製了角鬥士，公元2世紀
古羅馬鑲嵌畫，描繪了戴歐尼修斯和阿里阿德涅的婚禮，旁邊有西勒努斯和薩堤爾，公元2世紀，突尼西亞突尼斯
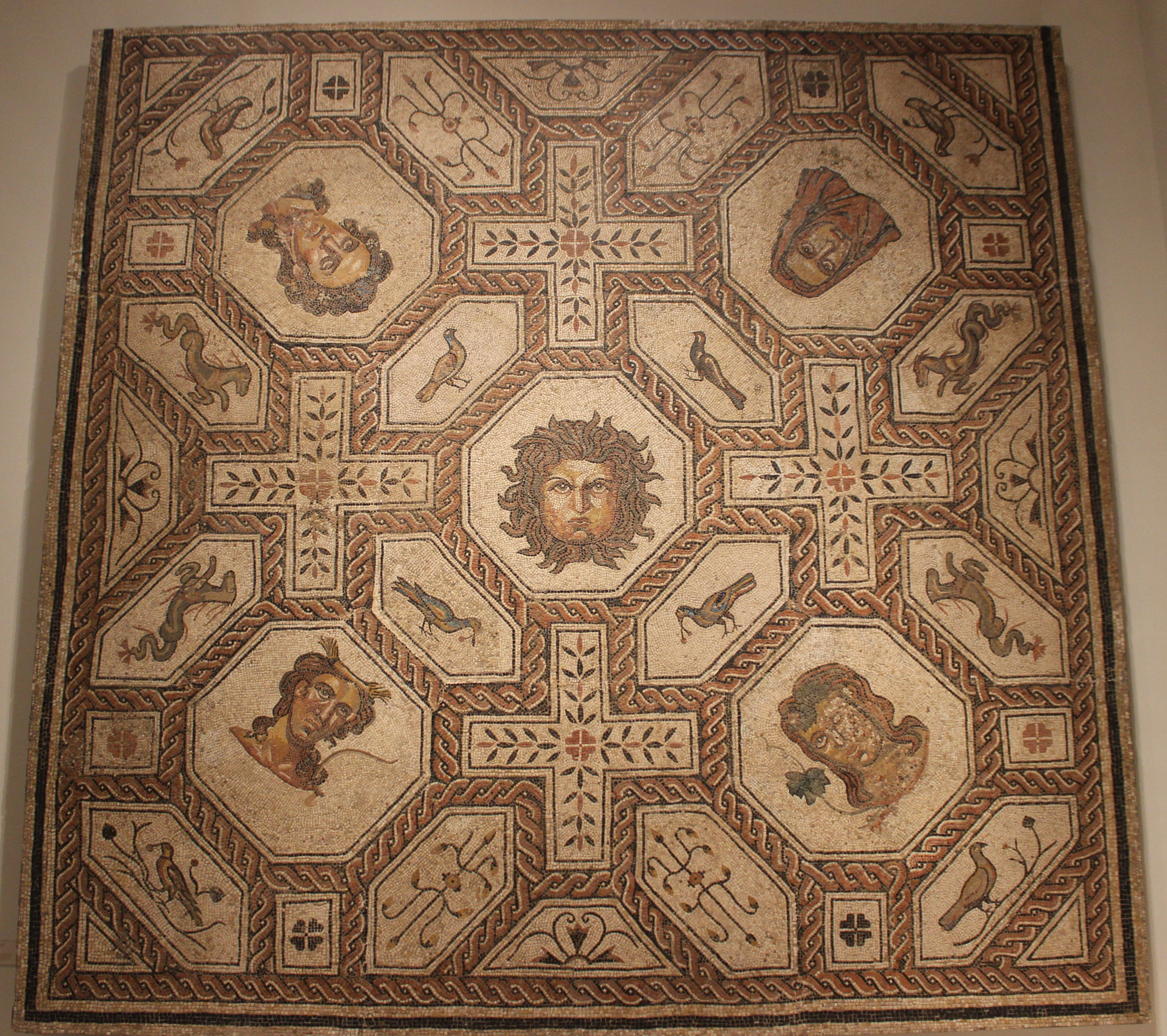
顯示梅杜莎和代表四季的人物的古羅馬鑲嵌畫，來自西班牙帕倫西亞，製作於公元167至200年間
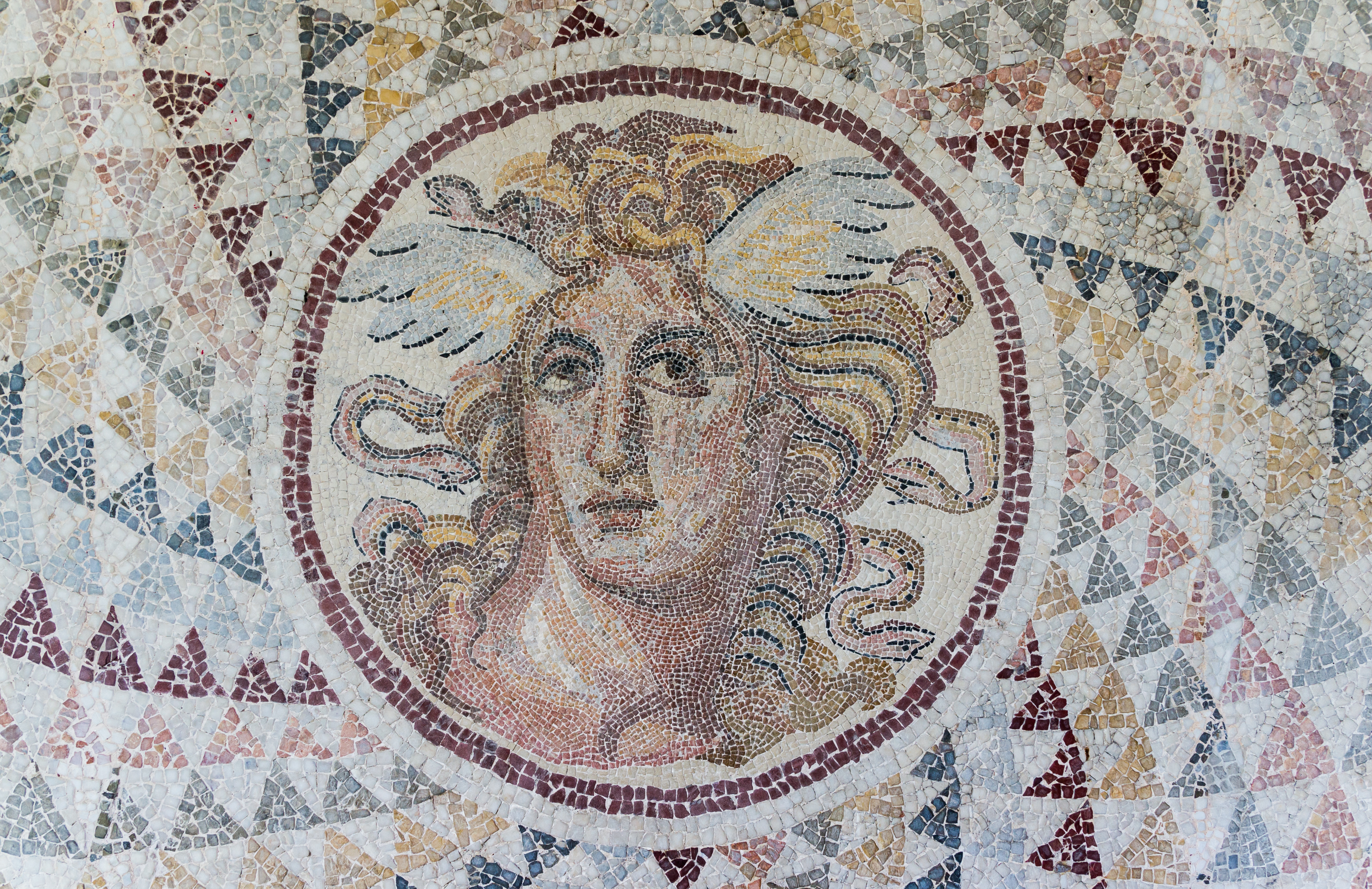
描繪梅杜莎的古羅馬鑲嵌畫，以棋盤形鑲嵌工藝（opus tessellatum）製作，來自比雷埃夫斯，公元2世紀，雅典國家考古博物館
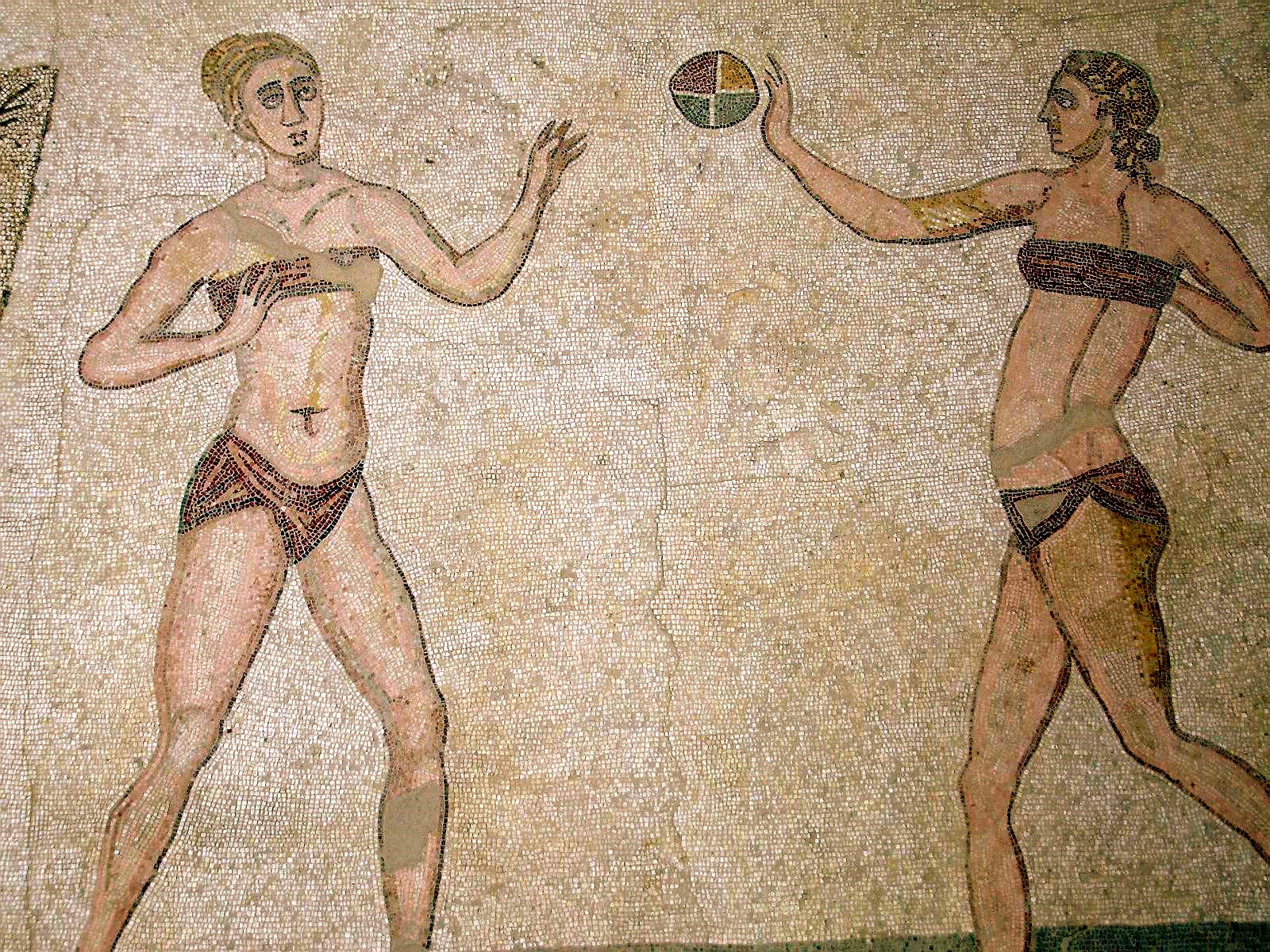
在卡薩爾的古羅馬別墅打球的女運動員，皮亞扎-阿爾梅里納，公元4世紀
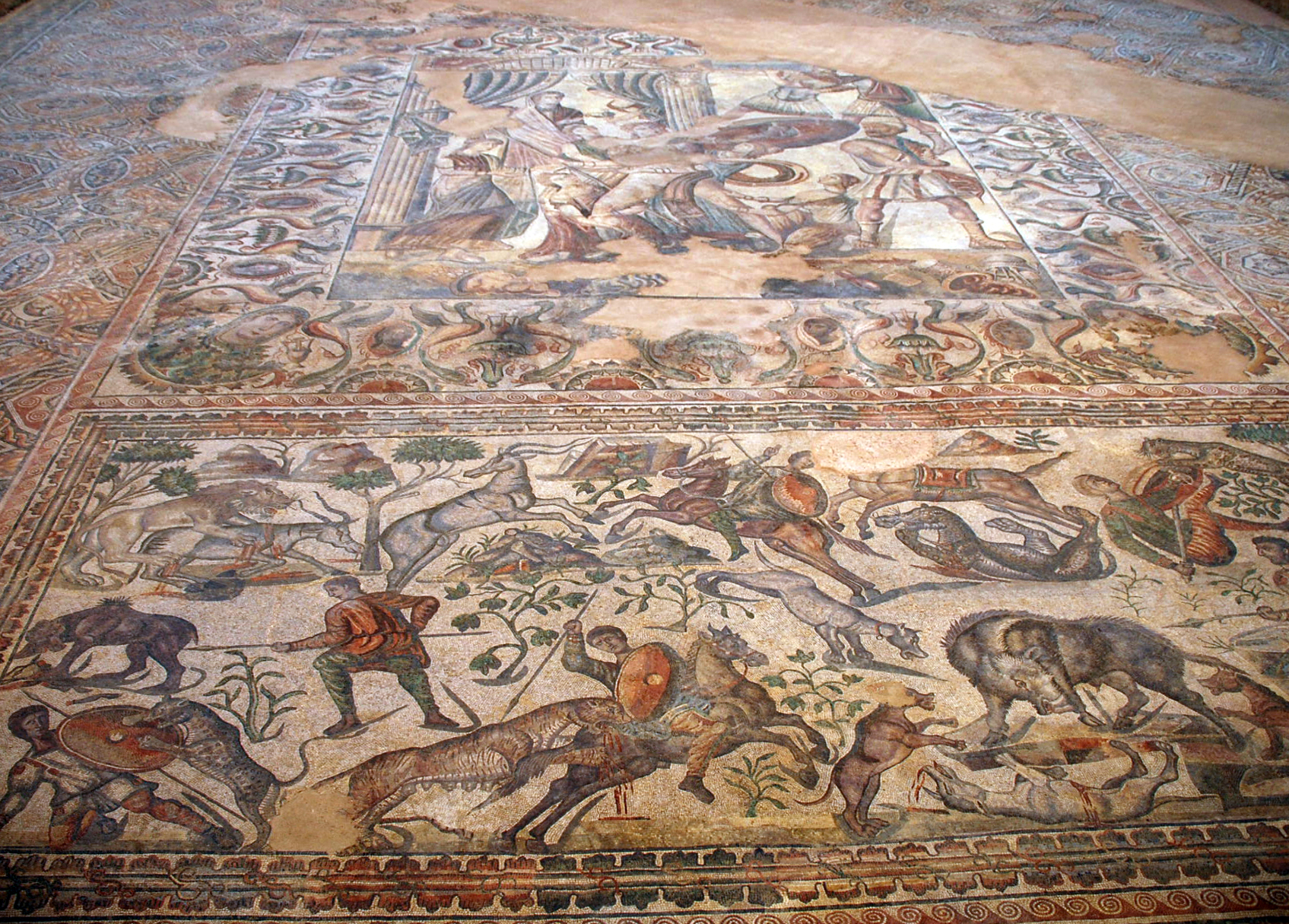
勞爾梅達（英语：La Olmeda）古羅馬別墅的古羅馬晚期鑲嵌畫，公元4-5世紀，西班牙
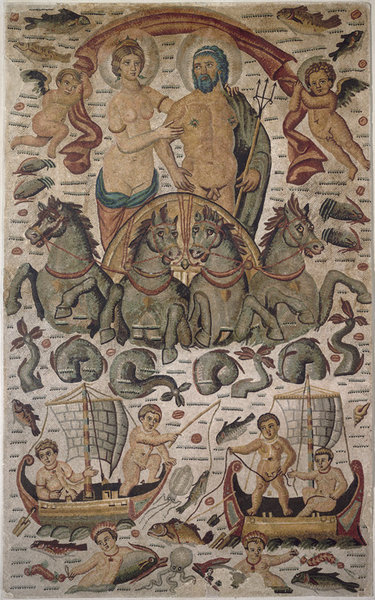
《波塞冬和安菲屈蒂的凱旋》展示了這對夫妻的歡宴（英语：Thiasus），鑲嵌畫細節，來自羅馬阿非利加行省的希爾達（Cirta），公元315-325年，羅浮宮
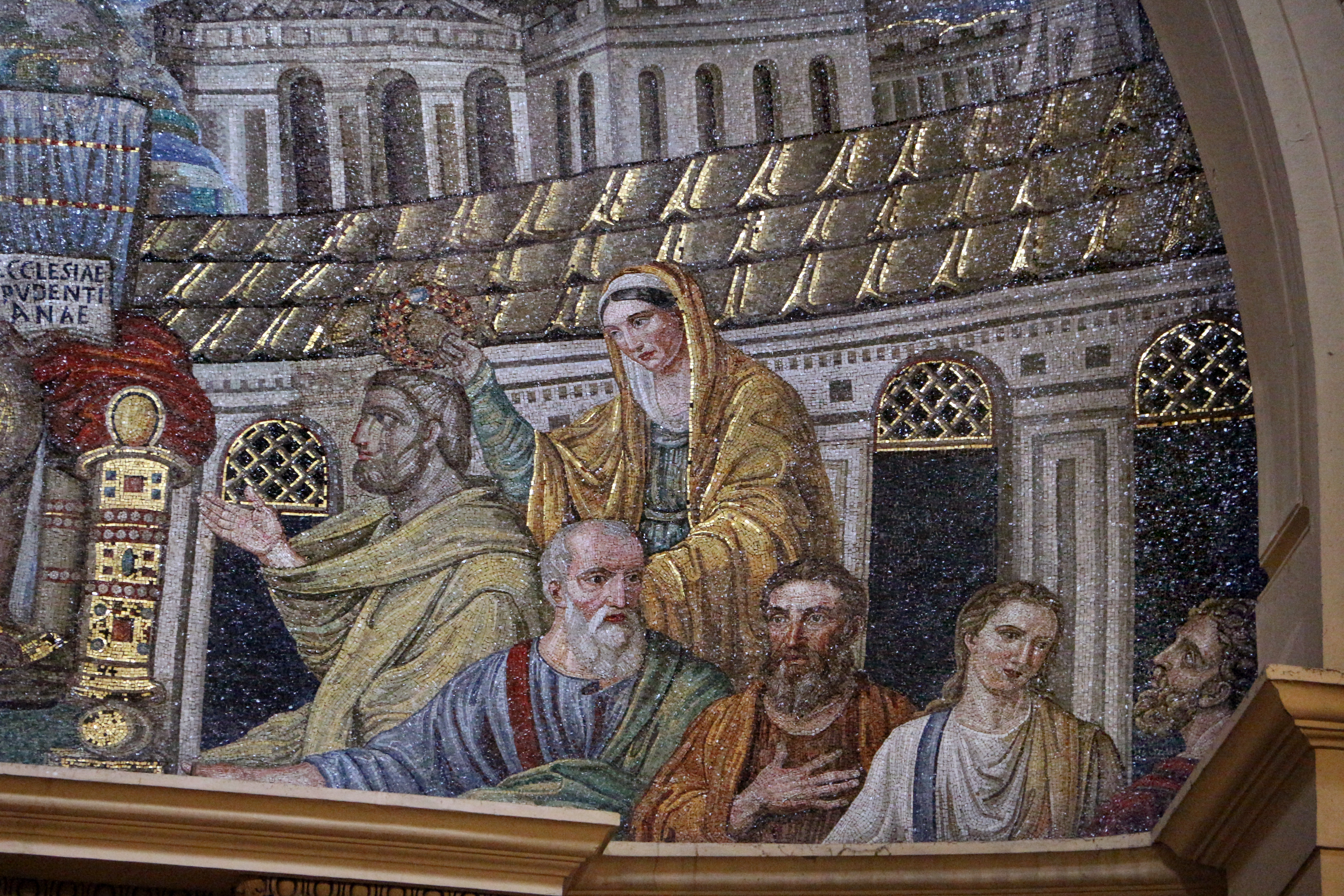
公元410年，羅馬聖普正珍大殿的早期基督教鑲嵌畫
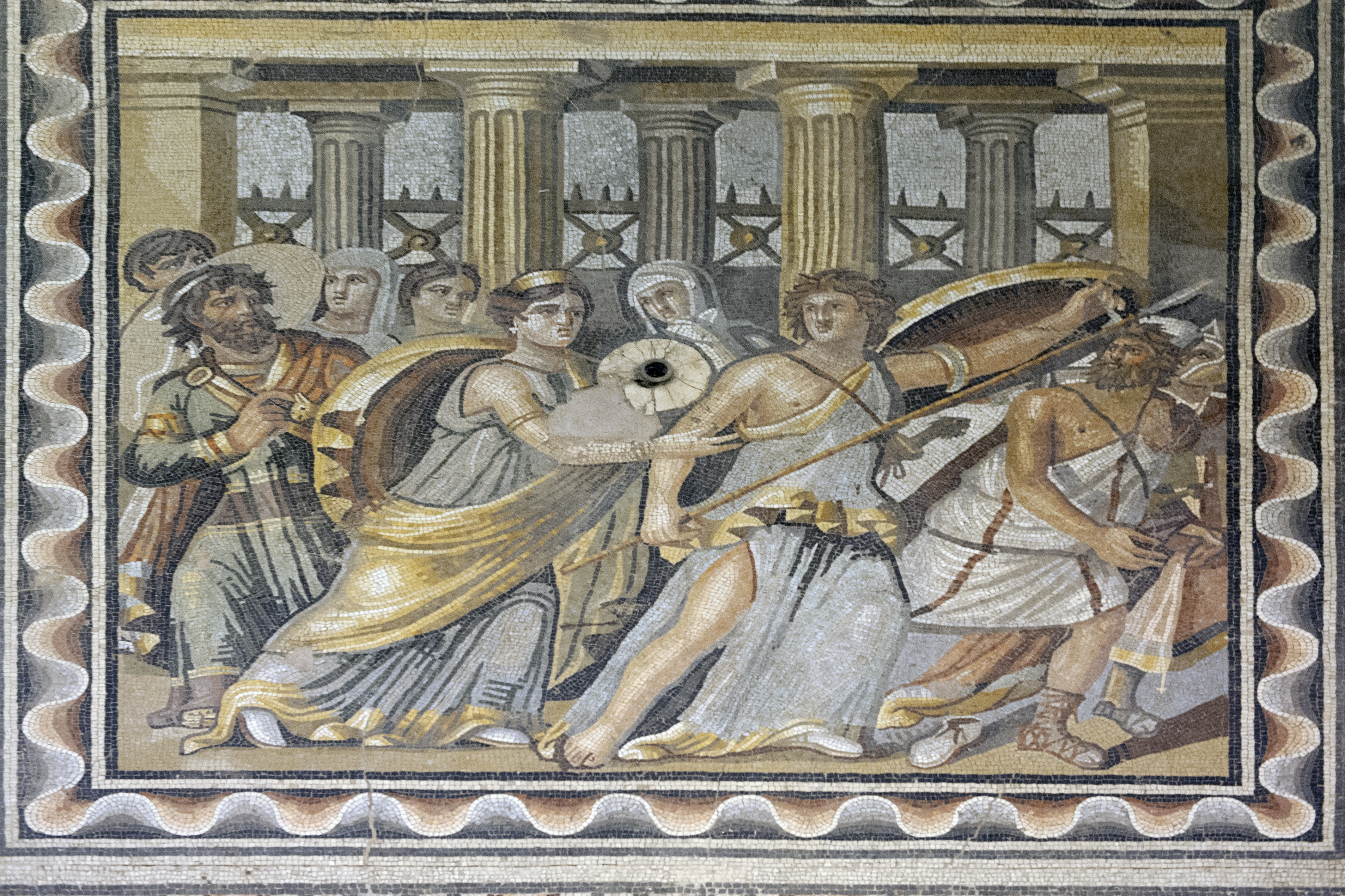
一幅來自羅馬時代波塞冬別墅的鑲嵌畫，位於科馬基尼的澤烏瑪（英语：Zeugma, Commagene）（現藏於澤烏瑪鑲嵌藝術博物館（英语：Zeugma Mosaic Museum）），描繪了偽裝成女人的阿基里斯，奧德修斯正誘使其暴露身分
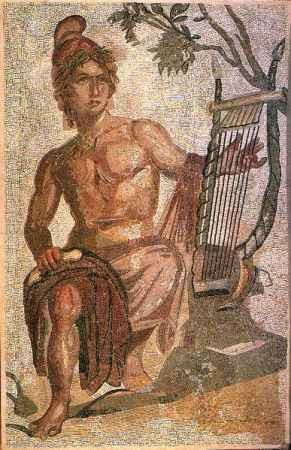
來自卡拉利斯的奧菲斯鑲嵌畫，現代卡利亞里（義大利），現藏於杜林考古博物館
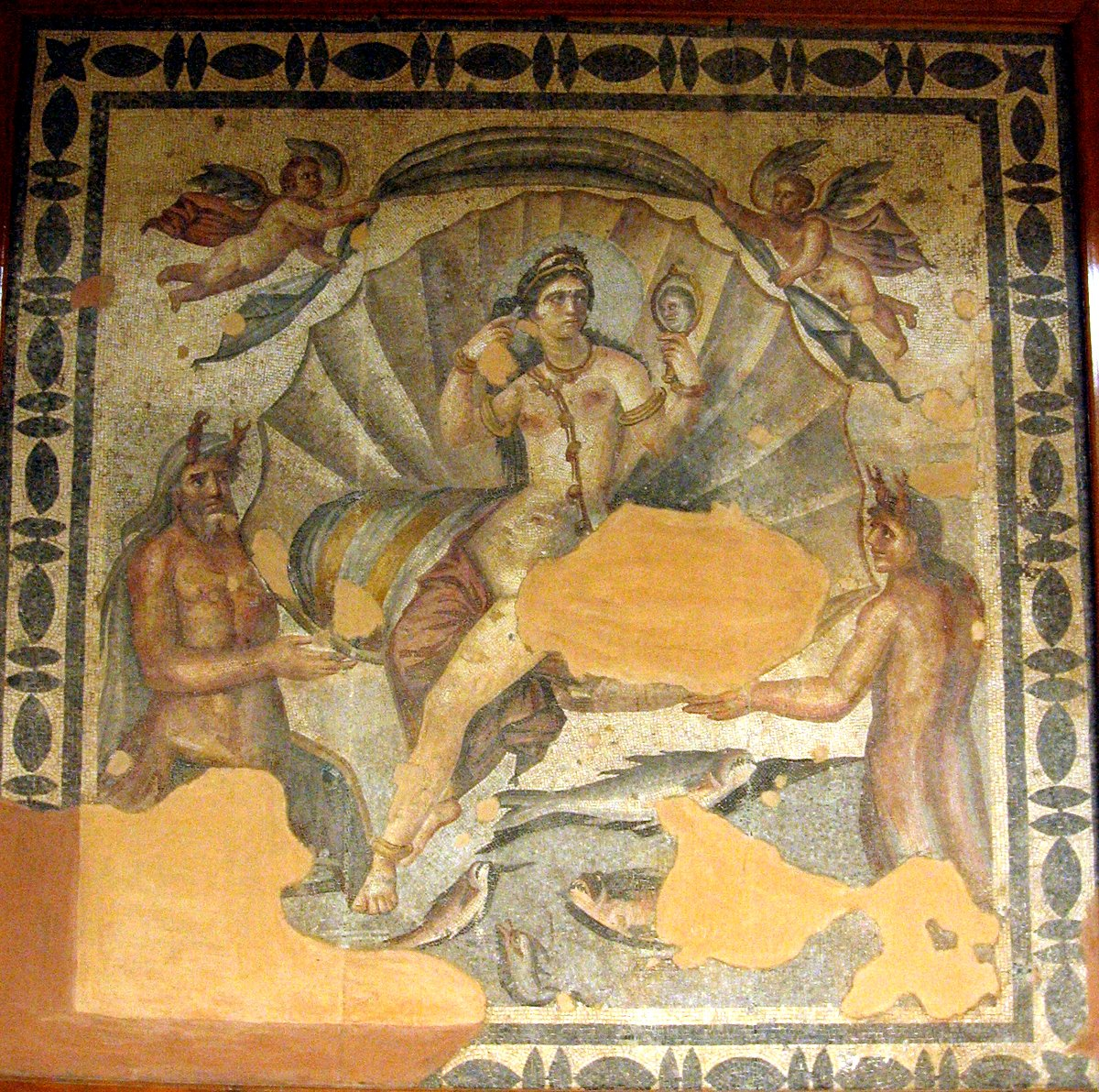
黛安娜沐浴的鑲嵌畫。 敘利亞蘇韋達
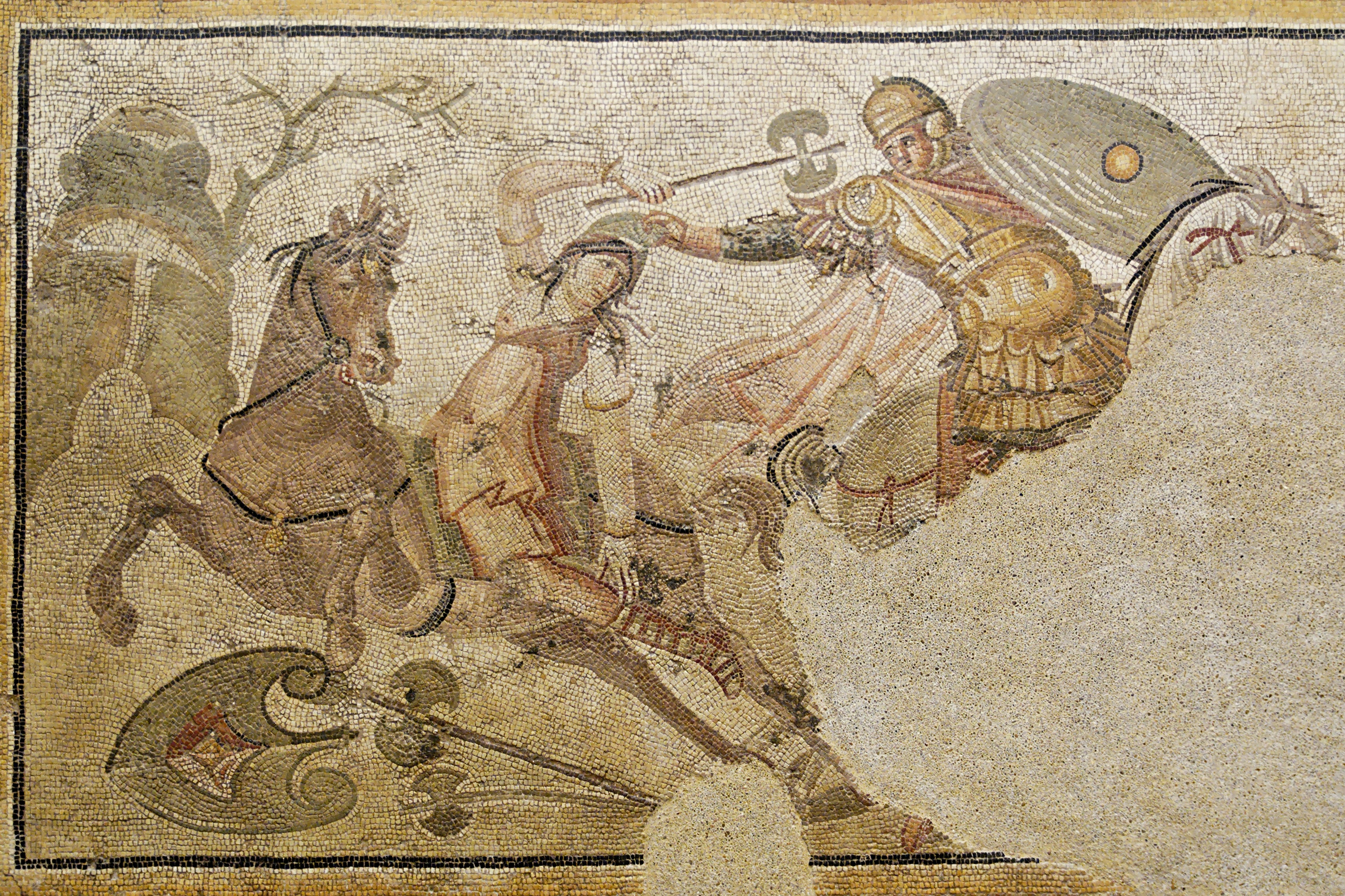
亞馬遜戰士與河馬戰鬥的鑲嵌畫，公元4世紀，羅浮宮

## 資料來源
- Bertoldi, Susanna.  [I Musei Vaticani: conoscere la storia, le opere, le collezioni]. Sillabe. 2011. ISBN 978-8882712105.
- Donaldson, M. Katherine.  (PDF). Hesperia: The Journal of the American School of Classical Studies at Athens. 1965, 34 (2): 77–88  [2023-07-07]. JSTOR 147018. （原始内容存档 (PDF)于2016-03-28）.
- Dunbabin, Katherine, M. D., , American Journal of Archaeology (Archaeological Institute of America), 1979, 83 (3): 265–277, JSTOR 507451, doi:10.2307/505057.
- Dunbabin, Katherine M. D. . Cambridge University Press. 1999. ISBN 978-0521461436.
- Joyce, Hetty, , American Journal of Archaeology (Archaeological Institute of America), 1979, 83 (3): 253–263, JSTOR 505056, doi:10.2307/505056.
- Neri, Elisabetta; Verità, Marco. . Journal of Archaeological Science. 2013, 40 (12): 4596–4606. doi:10.1016/j.jas.2013.07.017.
- Oliver, Andrew.  (PDF). Hesperia: The Journal of the American School of Classical Studies at Athens. 2001, 70 (3): 349–363  [2023-07-07]. JSTOR 3182066. （原始内容存档 (PDF)于2016-03-04）.
- Packard, Pamela M.  (PDF). Hesperia: The Journal of the American School of Classical Studies at Athens. 1980, 49 (4): 326–346  [2023-07-07]. JSTOR 147913. （原始内容存档 (PDF)于2016-03-04）.
- Ricciardi, Paola; Colomban, Philippe; Tournié, Aurélie; Macchiarola, Michele; Ayed, Naceur. . Journal of Archaeological Science. 2009, 36 (11): 2551–2559. doi:10.1016/j.jas.2009.07.008.
- Westgate, Ruth, , American Journal of Archaeology (Archaeological Institute of America), 2000, 104 (2): 255–275, JSTOR 507451, doi:10.2307/507451.
- Witts, Patricia. . Stroud: History Press. 2005. ISBN 978-0752434216.

## 外部連結
- 羅馬時期不列顛的鑲嵌畫 （页面存档备份，存于）
- 古羅馬鑲嵌畫研究和保護協會 （页面存档备份，存于）
- 在以色列盧德發現古羅馬鑲嵌畫 （页面存档备份，存于）
- 考古學家在法國東南部發現「小龐貝城」 （页面存档备份，存于）